# Џејмс Лег
Џејмс Лег (енгл. James Legge, кин: 理雅各; Хантли, 20. децембар 1815 — Оксфорд, 29. новембар 1897) је био познати шкотски синолог, представник шкотских конгрегационалаца при Лондонском мисионарском друштву у Мелаци и Хонгконгу (1840−1873), те први професор кинеског на Универзитету Оксфорд (1876−1897). Заједно са Максом Мулером приредио је монументалну серију Свете књиге Истока, издану у 50 свезака између 1879 и 1891.